# 亀山市立亀山西小学校
亀山市立亀山西小学校（かめやましりつ かめやまにししょうがっこう）は、三重県亀山市本丸町にある公立小学校。
亀山第一尋常高等小学校と亀山第二尋常高等小学校を廃止して亀山尋常高等小学校初等科が設置された1917年（大正6年）6月1日を創立記念日としている。

## 地理
亀山市役所の向かい側にあり、一帯はかつての亀山城の敷地にあたる。そのため敷地内からは亀山城の遺構などが多数発見されている。

## 歴史

### 前史
- 1873年（明治6年）2月 - 亀山藩校明倫館跡に亀山学校を創立。
- 1882年（明治15年）3月 - 亀山学校と亀街学校が合併し、友徳学校を創立。
- 1887年（明治20年）4月 - 友徳学校を廃止し、新たに亀山尋常小学校を創立。
- 1887年（明治20年）5月 - 郡内の尋常小学校卒業者の受け入れを目的として、友徳学園旧館に鈴鹿郡高等小学校を創立。
- 1892年（明治25年）11月 - 鈴鹿郡高等小学校を鈴鹿郡町村立高等小学校と改称。関、深伊沢、石薬師の3箇所の分教場を設置。
- 1896年（明治29年）4月 - 鈴鹿郡町村立高等小学校を亀山町外9ヶ村学校組合高等小学校と改称。
- 1903年（明治36年）4月 - 亀山町外9ヶ村学校組合高等小学校を亀山町外5ヶ村学校組合高等小学校と改称。
- 1908年（明41年）4月 - 小学校令の一部改正で、各村の尋常小学校が高等科を併設。
- 1909年（明治42年）4月 - 亀山町外5ヶ村学校組合高等小学校と亀山尋常小学校を廃止し、新たに亀山町立の亀山男子尋常高等小学校と同女子尋常高等小学校を創立。
- 1910年（明治43年）4月 - 亀山男子尋常高等小学校を亀山第一尋常高等小学校と、亀山女子尋常高等小学校を亀山第二両尋常高等小学校とそれぞれ改称。

### 創立後
- 1917年（大正6年）6月1日 - 亀山第一・第二両尋常高等小学校を廃止し、新たに亀山尋常高等小学校を創立。この日を創立記念日としている[1]。
- 1941年（昭和16年）4月 - 学制改革により亀山尋常高等小学校を亀山国民学校と改称。
- 1947年（昭和22年）4月 - 学制改革により、国民学校が廃止され、亀山国民学校は初等科が亀山町立亀山小学校に、高等科が亀山町立亀山中学校となる。
- 1954年（昭和29年）10月 - 市制施行に伴い亀山市立亀山小学校となる。
- 1963年（昭和38年）4月 - 亀山市立亀山東小学校の分離に伴い、校名を亀山市立亀山西小学校に変更。
- 1964年（昭和39年）3月 - 鉄筋コンクリート3階建の校舎が完成。
- 1969年（昭和44年）7月 - プールが完成。
- 1975年（昭和50年）8月 - 鉄筋コンクリート3階建の東校舎が完成。
- 1981年（昭和56年）2月 - 講堂の代替施設として、屋内運動場が完成。
- 1982年（昭和57年）3月 - 講堂取り壊し。
- 1982年（昭和57年）4月 - 亀山市立亀山南小学校を分離。
- 2004年（平成16年）8月 - 新校舎建設のため、全ての学校施設（校舎2棟、屋内運動場、プールなど）の取り壊し作業開始。
- 2006年（平成18年）3月 - 新校舎が竣工。